# Nicolas Le Floch
Pour les articles homonymes, voir Nicolas Le Floch (série télévisée) et Floc'h.
Nicolas Le Floch est le héros d'une série de romans policiers, qui se déroulent principalement dans le Paris du XVIIIe siècle, écrits par Jean-François Parot (parus aux éditions Jean-Claude Lattès, puis chez 10/18) et à la suite de la mort de Jean François Parot en 2018, par Laurent Joffrin. Les romans sont traduits en anglais, espagnol, italien, japonais, russe et tchèque. Plusieurs des romans ayant pour héros Nicolas Le Floch ont fait l'objet d'une adaptation en série télévisée diffusée sur France 2.

## Présentation
Dans les dernières décennies avant la Révolution française, Nicolas Le Floch est un jeune et brillant commissaire au Châtelet. Sous les ordres du lieutenant général de police Sartine (puis Le Noir), droit et intègre, il évolue au cœur des intrigues de Cour sous les règnes respectifs de Louis XV et Louis XVI. Policier hors pair, il est chargé des affaires les plus délicates, le plus souvent à la demande du roi lui-même. Se fiant seulement à son instinct et aux conseils de ses proches, il est critique face à la torture, utilisée alors en procédure d'investigation criminelle. Personnage en vue à la Cour, Nicolas le Floch est apprécié par le roi autant pour ses talents d'enquêteur que de bon chasseur.
Dans les quatre derniers volumes, l'intrigue se déroule pendant la Révolution française.

### Biographie

Blason fictif du marquis de Ranreuil : Ce que vous faites, vous fait.

Nicolas Le Floch a été élevé en Bretagne, à Guérande, par le chanoine Le Floch. Il a fait des études à Vannes, chez les jésuites, puis est devenu clerc de notaire à Rennes. Lorsque le cycle des romans commence, en 1761, il est envoyé à Paris avec une lettre de recommandation de son parrain, le marquis de Ranreuil, pour M. de Sartine, chef des affaires secrètes de Louis XV et qui vient d'être nommé lieutenant général de police. Nicolas se met à son service et résout pour lui différentes énigmes criminelles, aidé par son adjoint, l'inspecteur Pierre Bourdeau. Les romans suivent son ascension sociale et ses amours dans les dernières décennies avant la Révolution.
Dans le premier volume, Nicolas apprend qu'il est le fils naturel du marquis de Ranreuil et donc le demi-frère de la fille du marquis, Isabelle, dont il était épris. Le roi le récompense du succès de son enquête à son service par un office de commissaire de police au Châtelet. C'est aussi au cours de cet épisode que Nicolas fait la connaissance de ceux qui le soutiennent et l'entourent dans sa vie parisienne : Aimé de Noblecourt, ancien procureur et amateur de mets raffinés, chez qui il loge ; le médecin Guillaume Semacgus, chirurgien de marine ; M. de La Borde, premier valet de chambre de Louis XV ; Charles-Henri Sanson, bourreau de Paris, chargé des autopsies ; ainsi que les servantes, cuisinières expertes, Marion et Catherine. L'auteur des livres mêle ainsi personnages de fiction et personnages historiques.
À la mort de Louis XV, Sartine étant nommé secrétaire d'État à la Marine, Le Floch passe sous les ordres de M. Le Noir.
Au début de son séjour à Paris, Nicolas Le Floch a eu une liaison avec une jeune prostituée, La Satin (de son vrai nom Antoinette Godelet). Il en a un fils Louis, dont il apprend par inadvertance l'existence en 1774, dans le 5e volume, et qu'il reconnaît et prend alors en charge. C'est aussi dans ce volume qu'il rencontre Aimée d'Arranet, fille d'un lieutenant général des armées navales, et en tombe durablement amoureux.
La faveur et la protection royales trouvent leur explication lorsque Nicolas apprend, dans le roman L'Inconnu du pont Notre-Dame (13e de la série, se déroulant en 1786), par une confidence de Madame Louise, carmélite à Saint-Denis et plus jeune fille de Louis XV et Marie Leszczynska, qu'il est le neveu du duc de Penthièvre (petit-fils de Louis XIV et de Madame de Montespan), par une sœur illégitime du duc.

## Auteurs
Diplomate et écrivain, Jean-François Parot est principalement connu pour être l'auteur des enquêtes de Nicolas le Floch. C'est en 1999, en poste à Sofia, qu'il commence à rédiger les aventures de Nicolas Le Floch, d'abord sans intention de le publier. Mélanges d'aventures, d'enquêtes policières et de reconstitutions historiques, ces romans ont pour principal attrait d'apporter une grande précision dans le tableau du Paris du XVIIIe siècle. Promoteur de la gastronomie en diplomatie, Jean-François Parot fait de son héros, Nicolas Le Floch, et de ses amis de fins gourmets. Le récit des aventures du commissaire est toujours accompagné de la description exacte de repas copieux et bien arrosés, description poussée jusqu'aux recettes d'époque.
En 2021, soit trois ans après le décès de Jean-François Parot, Laurent Joffrin reprend les aventures de Nicolas Le Floch dans un quinzième volume intitulé Le Cadavre du Palais-Royal, un seizième L'Énigme du Code noir paru en septembre 2022, un dix-septième Le secret de Marie Antoinette paru en octobre 2023 et un dix-huitième Le mystère de l'armoire de fer à paraitre en octobre 2024.

## Liste des romans
La première édition est publiée chez Jean-Claude Lattès. La série paraît ensuite en format poche aux éditions 10/18 dans la collection Grands détectives.

### ParJean-François Parot
1. L'Énigme des Blancs-Manteaux (2000)
1761. Nicolas Le Floch apprend le métier de policier sous la houlette du lieutenant général de police de Louis XV, chargé des affaires spéciales.
- Paris : J.-C. Lattès, 2000, 430 p.  (ISBN 2-7096-2037-5)
- Paris : 10/18, 2001, 377 p. (10/18 ; 3260. Collection Grands détectives).  (ISBN 2-264-03177-8)
- Paris : Pocket jeunesse, 2003, 382 p. (Pocket jeunesse ; 1074. Pocket jeunes adultes).  (ISBN 2-266-13110-9)

2. L'Homme au ventre de plomb (2000)
1761. Le jeune commissaire de police, avec l'aide de son adjoint l'inspecteur Bourdeau, enquête sur un assassinat déguisé.
- Paris : J.-C. Lattès, 2000, 351 p.  (ISBN 2-7096-2038-3)
- Paris : 10/18, 2001, 311 p. (10/18 ; 3261. Collection Grands détectives).  (ISBN 2-264-03176-X)

3. Le Fantôme de la rue Royale (2001)
1770. En plein Paris, un mouvement de foule fait des dizaines de morts, dont une jeune femme serrant en son poing une perle noire...
- Paris : J.-C. Lattès, 2001, 369 p.  (ISBN 2-7096-2284-X)
- Paris : 10/18, 2002, 344 p. (10/18 ; 3491. Collection Grands détectives).  (ISBN 2-264-03549-8)

4. L'Affaire Nicolas Le Floch (2002)
1774. La maîtresse de Nicolas est retrouvée morte, empoisonnée. Tous les indices semblent prouver la culpabilité du commissaire...
- Paris : J.-C. Lattès, 2002, 445 p.  (ISBN 2-7096-2350-1)
- Paris : 10/18, 2003, 397 p. (10/18 ; 3602. Collection Grands détectives).  (ISBN 2-264-03689-3)

5. Le Crime de l'hôtel Saint-Florentin (2004)
1774. Dans l’hôtel de M. de Saint-Florentin, ministre du nouveau roi Louis XVI, une femme de chambre a été égorgée dans d'étranges conditions...
- Paris : J.-C. Lattès, 2004, 443 p.  (ISBN 2-7096-2514-8)
- Paris : 10/18, 2005, 396 p. (10/18 ; 3750. Collection Grands détectives).  (ISBN 2-264-04064-5)

6. Le Sang des farines (2005)
1775. À Vienne, Nicolas déjoue les traquenards de la diplomatie autrichienne et les pièges d’un abbé de cour...
- Paris : J.-C. Lattès, 2005, 446 p.  (ISBN 2-7096-2674-8)
- Paris : 10/18, 2006, 423 p. (10/18 ; 3960. Collection Grands détectives).  (ISBN 2-264-04369-5)

7. Le Cadavre anglais (2007)
1777. Un mystérieux prisonnier meurt en tentant de s'évader de la prison de For-l'Évêque...
- Paris : J.-C. Lattès, 2007, 426 p.  (ISBN 978-2-7096-2867-9)
- Paris: 10/18, 2008, 432 p. (10/18 ; 4169. Collection Grands détectives).  (ISBN 978-2-264-04777-9)

8. Le Noyé du Grand Canal (2009)
1778. Nicolas participe à un combat naval aux côtés du duc de Chartres, cousin du roi. À son retour, des crimes le lancent sur la piste d’un mystérieux assassin...
- Paris : J.-C. Lattès, 2009, 400 p.  (ISBN 978-2-7096-3036-8)
- Paris: 10/18, 2010, 435 p. (10/18 ; 4369. Collection Grands détectives).  (ISBN 978-2-264-05080-9)

9. L'Honneur de Sartine (2010)
1780. Nicolas Le Floch est appelé à enquêter sur la mort suspecte d'un ancien contrôleur général de Marine...
- Paris : J.-C. Lattès, 2010, 450 p.  (ISBN 978-2-7096-3426-7)
- Paris : 10/18, 2011, 471 p. (10/18 ; 4505. Collection Grands détectives).  (ISBN 978-2-264-05433-3)

10. L'Enquête russe (2012)
1782. Le comte de Rovski, ancien favori de l'impératrice de Russie, est retrouvé assassiné à Paris...
- Paris : J.-C. Lattès, 2012, 550 p.  (ISBN 2-7096-3694-8)
- Paris : 10/18, 2013, 479 p. (10/18 ; 4624. Collection Grands détectives).  (ISBN 978-2-264-05906-2)

11. L'Année du volcan (2013)
1783. Nicolas est chargé par la reine Marie-Antoinette d'enquêter sur la mort violente d'un de ses proches, piétiné par un cheval...
- Paris : J.-C. Lattès, 2013, 473 p.  (ISBN 978-2-7096-4232-3)
- Paris : 10/18, 2014, 450 p. (10/18 ; 4780. Collection Grands détectives).  (ISBN 978-2-264-06202-4)

12. La Pyramide de glace (2014)
1784. Durant l'hiver du siècle, Nicolas enquête sur un complot de cour visant à compromettre la Couronne.
- Paris : J.-C. Lattès, 2014, 474 p.  (ISBN 978-2-7096-4616-1)
- Paris : 10/18, 2015, 504 p. (10/18 ; 4970. Collection Grands détectives).  (ISBN 978-2-264-06595-7)

13. L'Inconnu du pont Notre-Dame (2015)
1786. Nicolas est saisi par Le Noir, nouveau directeur de la Bibliothèque du roi, pour enquêter sur la disparition d'un conservateur au cabinet des médailles.
- Paris : J.-C. Lattès, 2015, 438 p.  (ISBN 978-2-7096-5035-9)
- Paris : 10/18, 2016, 402 p. (10/18 ; 5119. Collection Grands détectives).  (ISBN 978-2-264-06890-3)

14. Le Prince de Cochinchine (2017)
1787. Nicolas enquête sur les dangers qui menacent la délégation du petit prince de Cochinchine, menée par son ami l'évêque d'Adran.
- Paris : J.-C. Lattès, 2017, 444 p.  (ISBN 978-2-7096-5845-4)
- Paris : 10/18, 11/2018, 456 p. (10/18 ; 5392. Collection Grands détectives).

### ParLaurent Joffrin
15. Le Cadavre du Palais-Royal (2021)
1789. Après la prise de la Bastille, Nicolas quitte la Bretagne pour soutenir le Roi Louis XVI qui doit faire face à un double complot : celui du duc d'Orléans et celui du comte de Provence.  
- Paris : Buchet-Chastel, 2021, 304 p.  (ISBN 978-2-2830-3534-4)[4]
- Paris : 10/18, 2022, 312 p.

16. L'Énigme du Code noir (2022)
Le roman se déroule du 17 avril au 15 mai 1791.
- Paris : Buchet-Chastel, 2022, 272 p.  (ISBN 978-2-2830-3536-8)[5]
- Paris : 10/18, 2023, 264 p.

17. Le Secret de Marie-Antoinette (2023)
Le roman se déroule du 21 juin au 18 juillet 1791, de la fuite de Varennes à la fusillade du Champ-de-Mars.
- Paris : Buchet-Chastel, 2023, 272 p.  (ISBN 978-2-2830-3839-0)[6]

18. Le Mystère de l'armoire de fer (2024)
Le roman se déroule pendant l'été 1792 et évoque l'armoire de fer de Louis XVI dans son appartement au palais des Tuileries.
- Paris : Buchet-Chastel, 2024  (ISBN 978-2-283-04026-3)[7].

## Adaptations

### À la télévision
Les romans ont fait l'objet d'une adaptation télévisée diffusée sur France 2 depuis 2008 ; avec Jérôme Robart, Mathias Mlekuz, François Caron ou encore Vincent Winterhalter et Claire Nebout. Certains épisodes (La Larme de Varsovie, Le Grand Veneur, Le Dîner de Gueux, Le Crime de la rue des Francs-Bourgeois) ne sont pas tirés de l’œuvre de Jean-François Parot, mais écrits par le scénariste Hugues Pagan. Pour être au plus près des décors historiques, la série a été tournée à Paris, au Mans, en Île-de-France et, en mai et juin 2014, en Dordogne. 
Les épisodes intitulés L'Énigme des Blancs-Manteaux et L'Homme au ventre de plomb ont été tournés aux châteaux de Chantilly et de Blandy-les-Tours, à l'Hôtel de Lauzun, à Dourdan et Paris.  
La bande originale est signée par le compositeur Stéphane Moucha.
- Épisode 1 : L'Homme au ventre de plomb (2008) (1re diffusion le 28 octobre 2008) ;
- Épisode 2 : L'Énigme des Blancs-Manteaux (2008) (1re diffusion le 4 novembre 2008) ;
- Épisode 3 : Le Fantôme de la rue Royale (2009) (1re diffusion le 23 octobre 2009) ;
- Épisode 4 : L’Affaire Nicolas Le Floch (2009) (1re diffusion le 30 octobre 2009) ;
- Épisode 5 : La Larme de Varsovie (2010)[9] (1re diffusion le 3 décembre 2010) ;
- Épisode 6 : Le Grand Veneur (2010)[9] (1re diffusion le 10 décembre 2010) ;
- Épisode 7 : Le Dîner de Gueux (2011)[10] (1re diffusion le 13 janvier 2012) ;
- Épisode 8 : Le Crime de la rue des Francs-Bourgeois (2011)[10] (1re diffusion le 20 janvier 2012) ;
- Épisode 9 : Le Crime de l’hôtel Saint-Florentin (2013)[11] (1re diffusion le 22 février 2013) ;
- Épisode 10 : Le Sang des farines (2013) (1re diffusion le 1er mars 2013) ;
- Épisode 11 : Le Cadavre anglais (2017), (1re diffusion le 18 décembre 2017) épisode diffusé aux États-Unis en février 2017[12] sur le réseau PBS[13],[14] ;
- Épisode 12 : Le Noyé du Grand Canal (2017), (1re diffusion le 2 novembre 2018) épisode diffusé aux États-Unis en février 2017 sur le réseau PBS[12].

### En bande dessinée
1. L'Énigme des Blancs-Manteaux / scénario Dobbs d'après Jean-François Parot ; dessins et couleurs de Chaiko. Vanves : Hachette comics, coll. « Robinson », 08/2018, 64 p.  (ISBN 978-2-01-290535-1)[15].
2. L'Homme au ventre de plomb / scénario Dobbs d'après Jean-François Parot ; dessins et couleurs de Chaiko. Vanves : Hachette comics, coll. « Robinson », 11/2019, 64 p.  (ISBN 978-2-01-707632-2)
3. Le Fantôme de la rue Royale / scénario Éric Corbeyran d'après Jean-François Parot ; dessins et couleurs de Chaiko. Vanves : Hachette comics, coll. « Robinson », 10/2020, 64 p.  (ISBN 978-2-01-707649-0)